# Canottaggio
Il canottaggio è un'attività sportiva acquatica che consiste nel muovere un'imbarcazione dotata di remi sfruttando la forza fisica dei vogatori. Affonda le sue radici in tempi antichissimi.

## Storia

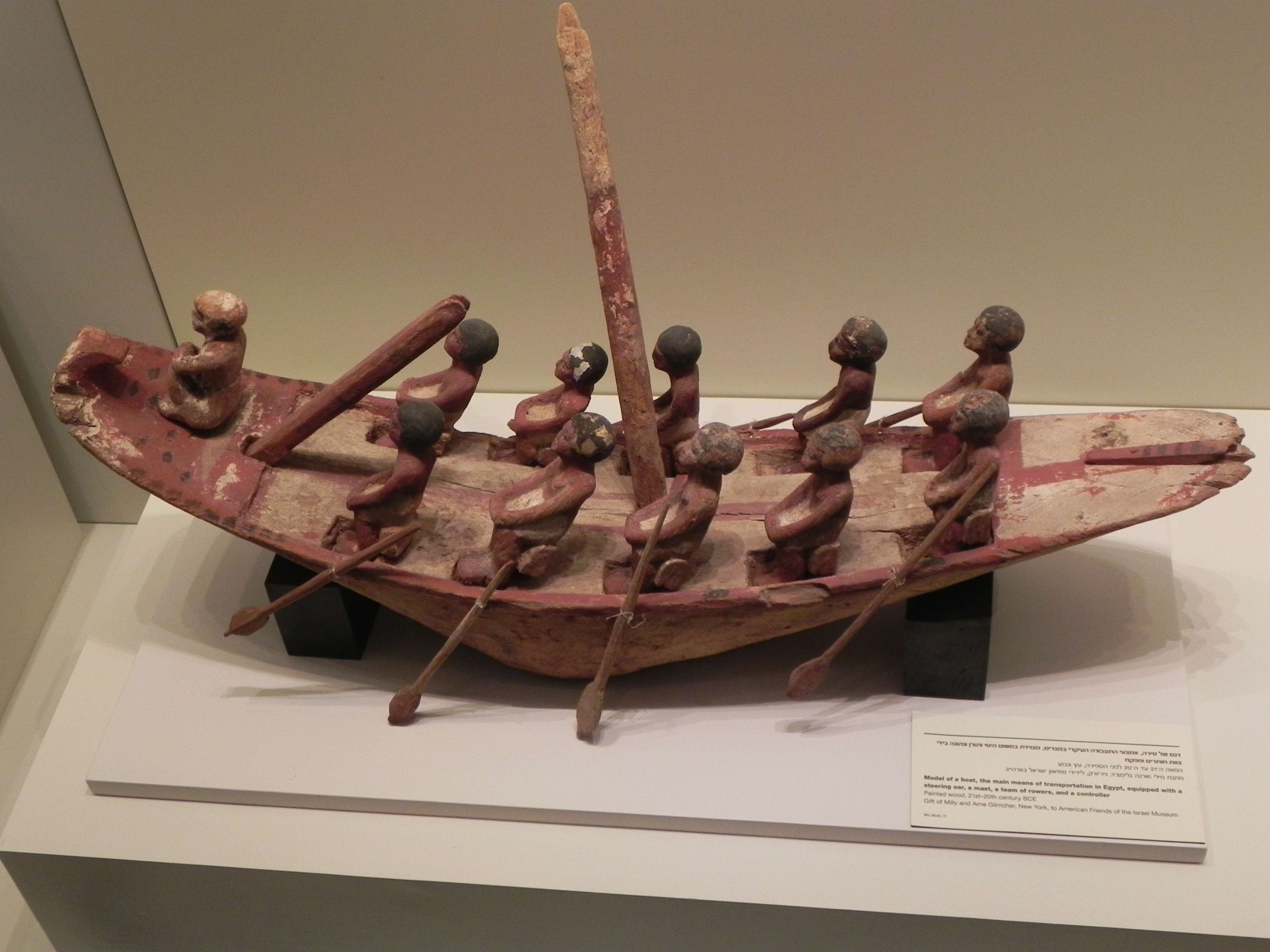

Oggi il canottaggio è governato dalla FISA (Fédération Internationale des Sociétés d'Aviron), fondata il 25 giugno 1892 a Torino, presso la Reale Società Canottieri Cerea, che organizza i Campionati del mondo dal 1962. Tuttavia in Italia è più conosciuta la FIC ("Federazione Italiana Canottaggio"), che, fondata nel 1888, oggi organizza e soprattutto gestisce la maggior parte degli avvenimenti sportivi nel territorio. Gare di canottaggio si disputano anche ai Giochi olimpici fin dal 1900 (vennero cancellate nella prima edizione del 1896).
Tra le nazioni più forti nel canottaggio si trovano Italia, Regno Unito, Stati Uniti, Francia, Germania, Australia e Nuova Zelanda. Tra i più noti atleti di questo sport troviamo in Italia Daniele Giladoni, Franco Sancassani, Elisabetta Sancassani, Laura Schiavone, Manfredi Marini, Luca Moncada, Simone Raineri, Rossano Galtarossa, Leonardo Pettinari , Elia Luini ed i fratelli Abbagnale, Giuseppe, Carmine, Agostino, Alessio Sartori; tra gli atleti esteri, Sir Steven Redgrave (GB), Thomas Lange (Germania), Rob Waddell, Eric Murray, Hamish Bond e Mahé Drysdale (Nuova Zelanda) e Xeno Müller (Svizzera). Tra le donne Ekaterina Karsten (Bielorussia) e Kathrin Boron (Germania).

## Lo sport

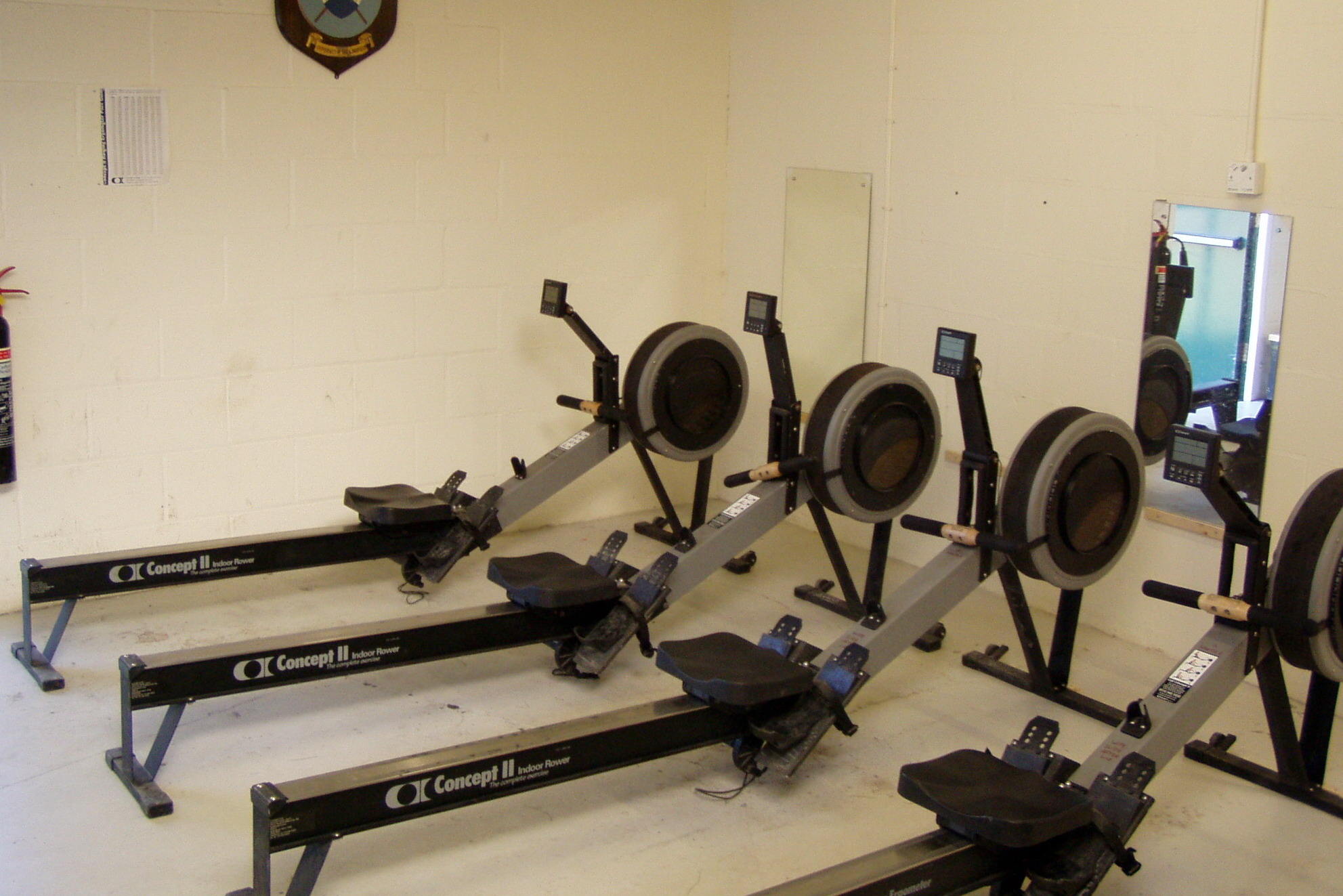
Remoergometri utilizzati per l'allenamento in palestra

Il canottaggio è uno sport di velocità e resistenza che utilizza delle barche dalla forma estremamente affusolata, nella quale gli atleti siedono su seggiolini mobili (chiamati "carrelli"), scorrevoli o fissi orientati verso poppa, e usano dei remi per far muovere l'imbarcazione. Questo sport può essere praticato su fiumi, laghi o sul mare. Le principali differenze nelle imbarcazioni usate per il canottaggio sono date dal numero di componenti dell'equipaggio, dal numero di remi azionati da ogni vogatore, che possono essere uno ("di punta") o due ("di coppia") e dalla presenza o meno di un timoniere (si parla quindi di "con" e "senza"). Nelle barche cosiddette lunghe cioè con più di un vogatore è molto importante la figura del capovoga cioè colui che siede sul primo carrello partendo da poppa. Il suo compito è quello di dare il giusto ritmo (rapporto tra passata e ripresa) alla barca e di scegliere una giusta strategia di gara.
Le imbarcazioni da canottaggio olimpico sono lunghe e strette, allo scopo di ridurre la resistenza offerta dall'acqua. Questa forma le rende instabili e soggette a rovesciamenti improvvisi, ma con l'esperienza e la pratica si impara a non rovesciarsi più. Essere in grado di tenere in equilibrio la barca, ponendo al tempo stesso il massimo dello sforzo nei remi, è una dote essenziale per il canottaggio. Le imbarcazioni, in origine costruite in legno, sono oggi fabbricate in fibra di carbonio, mentre le imbarcazioni da competizione sono ormai quasi tutte in materiali compositi. Questa evoluzione avviene per ottenere barche sempre più veloci ed idrodinamiche perché in alcune competizioni pochissimi secondi ed anche meno possono essere decisivi per il piazzamento dell'atleta.
I vogatori praticano questo sport a livello amatoriale o agonistico. Esistono diversi tipi di competizioni nel canottaggio. Le regate si tengono in primavera ed in estate e sono generalmente gare di velocità. La distanza regolamentare su cui si svolgono le gare è di 2.000 metri, si disputano gare anche sui 1000 e 1500 metri per le categorie giovanili. Esistono inoltre altri tipi di gare, denominate di "Gran fondo", la cui distanza varia generalmente tra i 6.000 ed i 7.000 metri. Le imbarcazioni possono effettuare partenze "volanti" (se non tenute) o ferme (se tenute per la poppa fino al via), il primo equipaggio a tagliare la linea di arrivo è il vincitore. Generalmente il campo di regata permette di gareggiare ad un massimo di otto imbarcazioni (ognuna ha una sua corsia delimitata dalle altre) ma le gare ufficiali internazionali si disputano su sei corsie, per questo motivo la gara viene suddivisa in una serie di batterie (con eventuali recuperi), semifinali e una finale.
Esiste un altro tipo di regata che si svolge di solito dall'autunno alla primavera (a seconda delle condizioni locali). Le imbarcazioni partono in movimento una alla volta, a intervalli di 10-20 secondi, e gareggiano contro il tempo. Le distanze possono variare dai 2.000 metri a oltre 12.000.
Un terzo tipo di regata detta bumps, si svolge a Oxford e a Cambridge. In queste gare le imbarcazioni partono allineate lungo il fiume a intervalli regolari, e partono contemporaneamente. Lo scopo della gara è quello di raggiungere l'imbarcazione che sta davanti, senza farsi raggiungere da quella posta indietro. Se un equipaggio raggiunge quello che gli sta davanti, ottiene un bump, entrambi gli equipaggi accostano a riva e non prendono più parte alla gara. Comunque, il giorno seguente, gli equipaggi che hanno ottenuto il bump, partono davanti a quelli che sono stati raggiunti. Questo tipo di gare si svolge su un periodo di diversi giorni, e le posizioni alla fine dell'ultima gara sono usate per stabilire l'ordine di partenza del primo giorno di gara dell'anno seguente. Oxford e Cambridge disputano queste gare due volte all'anno, per gli equipaggi dei rispettivi college. Esistono anche bumps cittadine, aperte a tutti gli equipaggi. Questo tipo di gara è estremamente raro al di fuori del Regno Unito.
Il canottaggio è atipico per quanto riguarda lo sforzo richiesto ai concorrenti. La distanza di gara standard di 2.000 m è abbastanza lunga da richiedere doti di resistenza, ma abbastanza corta (di solito da 6'00" a 8'00") da sembrare una gara di velocità. Ciò significa che i vogatori possiedono una potenza tra le più alte di tutti gli sport. Al tempo stesso i movimenti richiesti da questo sport comprimono i polmoni degli atleti, limitando la quantità di ossigeno disponibile. Ciò richiede che il vogatore adatti la respirazione al ritmo della remata, tipicamente inalando ed esalando due volte per remata, contrariamente ad altri sport, come ad esempio il ciclismo, dove l'atleta può respirare liberamente.

## Il campo di regata
Il campo di regata cambia lunghezza in base alla categoria, ed è largo in modo da garantire 15 m di distanza tra una corsia e l'altra. Per la categoria allievi B (10-12 anni allievi B1, 11-12 anni allievi B2) la distanza di gara è di 1000 metri; per gli allievi C (12-13 anni) e per i cadetti (13-14 anni) la distanza di gara è di 1500 m. Il campo di regata è però sempre di 2000 m per permettere le regate over 14 (nelle categorie dei Ragazzi e Junior in su). Esistono tuttavia gare dette "Sprint" che si svolgono su una distanza di soli 500 metri, molto spesso questi avvenimenti sono solamente regionali e vengono allestiti direttamente da una società. Il numero delle corsie disponibili varia a seconda della larghezza del bacino o del fiume che ospita l'evento. Le gare di fondo invece si svolgono su una distanza maggiore che dipende da regata a regata possono essere da 2000 metri a 6000 metri tranne per le categorie B1, B2 e cadetti e allievi C 1500 metri. Queste gare servono per la resistenza.

## La tecnica di voga
- La remata inizia nella cosiddetta posizione di "finale" con la pala inserita nell'acqua e posta perpendicolarmente rispetto ad essa. Il rematore ha le gambe distese, il corpo leggermente piegato indietro oltre i 90° e le braccia raccolte al petto con i gomiti ben aperti e alti.
- La pala viene ruotata di 90° in modo da rimanere piatta sull'acqua;
- Il vogatore porta prima in avanti le braccia e, una volta distese completamente, porta in avanti il tronco mediante una contrazione della fascia lombare; le gambe rimangono stese.
- Il vogatore piega le gambe, facendo scorrere in avanti il seggiolino avendo cura di giungere con le tibie perpendicolari all'acqua.
- La pala del remo viene ruotata di 90° quando il rematore raggiunge la metà del carrello mentre si porta in avanti, in modo che sia perpendicolare all'acqua raggiunta la massima estensione (posizione di "attacco").
- La pala viene inserita rapidamente in acqua.
- Il vogatore spinge la barca facendo leva sulla pala del remo, tramite la distensione delle gambe, mentre il corpo resta inclinato in avanti e le braccia stese.
- Il vogatore continua a spingere con le gambe, distese le gambe il corpo si raddrizza e raggiunge la posizione di 90°, a quel punto la schiena torna nella posizione iniziale (angolo > 90°) e le braccia raccolte sul petto con i gomiti ben aperti.
- Il vogatore spinge rapidamente il manico del remo verso il basso in modo che la pala esca dall'acqua.
- Da questo punto si ricomincia con il primo passaggio, la remata è un'azione ripetitiva e deve rispettare sempre i passaggi descritti. Si ricorda che il passaggio in cui il vogatore piega le gambe è molto più lento di quello in cui le spinge. Il rapporto tra passata (la pala spinge in acqua) e ripresa (la pala è estratta e viene spinta in avanti) è di 2 a 3
- Il numero di colpi al minuto si indica a tutta la serie di passaggi precedentemente descritti: nel fondo è tra i 18 e i 22, in gara è tra i 30 e i 40, nelle partenze può arrivare a 55.
- Il vogatore (canottiere è più tecnico) usa tutti i muscoli più importanti durante questa azione ed anche per questo il canottaggio è considerato uno degli sport più completi a livello fisico.

## Allenamento
L'allenamento a livello agonistico si svolge sia su uno specchio d'acqua che in palestra. Nel periodo autunnale e invernale si predilige un allenamento basato sul fondo medio lungo, curandone tutti gli aspetti tecnico-fisiologici a un basso numero di colpi in acqua.
Oltre ai pesi e agli attrezzi utilizzati per aumentare massa muscolare e forza, un pezzo dell'equipaggiamento comunemente usato per gli allenamenti a secco è il remoergometro, divenuto popolare anche al di fuori di questo sport.
Esso riproduce piuttosto fedelmente il gesto che il canottiere compie in barca, con la naturale differenza della diversa sensibilità: in barca l'atleta poggia su un mezzo liquido, mentre sul remoergometro è saldamente poggiato a terra. Questo attrezzo viene molto utilizzato sia dagli atleti professionisti che dalle scuole di voga, perché permette di allenarsi in modo piuttosto verosimile. Il remoergometro è sostanzialmente formato da una rotaia, su cui scorre il carrello mobile su cui siede l'atleta, e da una ventola al termine della rotaia stessa: a questa ventola è attaccata una catena, il cui fattore di resistenza (drag) può essere regolato a seconda delle preferenze. Questa catena va tirata verso l'atleta, prendendola con un apposito manubrio, con la forza di (nell'ordine) gambe-schiena-braccia.
I remoergometri più moderni e tecnologici presentano anche uno schermo su cui compaiono tutti i fattori rilevati dai sensori della ventola, tra cui tempo medio sulla distanza di 500 metri, numero di colpi per minuto e la potenza esplicata dal soggetto espressa in watt. Nella stagione primaverile solitamente si incrementano gli allenamenti nello specchio d'acqua, alternando programmi d'alta intensità a sedute di fondo (di lunga durata e bassa intensità) per affinare la tecnica e il rapporto con l'imbarcazione in vista delle gare.

## Specialità
Ai Campionati del mondo si disputano gare per i seguenti equipaggi (maschili e femminili):
- singolo (1x) (maschile e femminile)
- due di coppia (2x) (maschile e femminile)
- due senza (2-) (maschile e femminile)
- due con (2+) (maschile)
- quattro di coppia (4x) (maschile e femminile)
- quattro senza (4-) (maschile e femminile)
- quattro con (4+) (maschile e femminile)
- otto (8+) (maschile e femminile)

Dai Giochi di Atlanta del 1996, il "quattro con" e il "due con" non sono più gare olimpiche: al loro posto sono stati inseriti il doppio (escluso dalle gare olimpiche a partire dai giochi di Parigi 2024) e il quattro senza pesi leggeri (anche quest'ultimo escluso a partire dai giochi di Tokyo 2020) per gli equipaggi maschili, e doppio e quattro di coppia pesi leggeri per gli equipaggi femminili. Come risultato della cancellazione di questi equipaggi ai Giochi olimpici, i vogatori sono meno interessati a partecipare a questo tipo di barche anche ai Campionati del mondo.
Esistono anche altre imbarcazioni molto più larghe e pesanti:
- canoino singolo (c1)
- doppio cànoe (c2)
- due iole
- quattro iole (4J)
- otto iole (8J)
- doppio elba

Queste barche sono utilizzate soprattutto nelle località marittime o da principianti per imparare a remare.
Esiste un campionato italiano specifico denominato Campionati Italiani di Canottaggio in Tipo Regolamentare  (o più comunemente chiamati Campionati del Mare), organizzato ogni anno in località diverse.
Esiste inoltre il singolo 7.20 una barca da uno più pesante e corta del singolo tradizionale usata solitamente da bambini fino all'età di cadetti.

## Categorie
| Età                | Categoria  | Distanza di gara   |
| ------------------ | ---------- | ------------------ |
| 10 anni            | Allievi A  | 250 m (esibizioni) |
| 11 anni            | Allievi B1 | 1000 m             |
| 12 anni            | Allievi B2 | 1000 m             |
| 13 anni            | Allievi C  | 1500 m             |
| 14 anni            | Cadetti    | 1500 m             |
| 15 e 16 anni       | Ragazzi    | 2.000 m            |
| 17 e 18 anni       | Junior     | 2.000 m            |
| 19-22 anni         | Under 23   | 2.000 m            |
| 23-27 anni         | Senior     | 2.000 m            |
| dai 27 anni in poi | Master     | 1.000 m            |

### Senior e pesi leggeri
Al livello Assoluto esistono due categorie di canottieri: Senior, senza limite di peso, e Pesi Leggeri, con limite per gli uomini al di sotto di 72,5 kg nel singolo e 70 kg come media nelle barche multiple e per le donne al di sotto dei 59 kg nel singolo e 57 kg come media nelle barche lunghe. Mentre la categoria Senior investe tutte le imbarcazioni, la categoria "P.L." non prevede il due con ed il quattro con. Inizialmente i Giochi olimpici erano riservati a tutte le barche "pesanti" ma per favorire anche la partecipazione delle Nazioni Orientali a partire dall'edizione di Atlanta 1996 vennero introdotte le gare del "doppio pesi leggeri" e del "quattro senza pesi leggeri" al posto del due con (mitico armo dei fratelli Abbagnale) e del quattro con.

## Categoria para-rowing
Il canottaggio è rivolto anche ai disabili. Dal 17 febbraio 2013 la FISA ha stabilito di cambiare il nome di questa disciplina, chiamandola para-rowing e a febbraio del 2017, il Congresso FISA ha adottato le terminologie PR1, PR2 e PR3 per suddividere gli atleti a seconda del grado di disabilità. Il programma di gare attualmente prevede cinque classi di barche che fanno parte del programma Paralimpico. Le cinque classi di barche sono:
- Quattro con PR3 Misto (l’atleta utilizza tutto il corpo: gambe, tronco e braccia)

- Doppio PR3 Misto (l’atleta utilizza tutto il corpo: gambe, tronco e braccia)

- Doppio PR2 Misto (l’atleta utilizza solo il tronco e le braccia)

- Singolo PR1 maschile (l’atleta utilizza solo le braccia e le spalle)

- Singolo PR1 femminile (l’atleta utilizza solo le braccia e le spalle)

Dal 2017 le gare si disputano sulla distanza di 2000 metri (fino al 2016 la lunghezza del percorso era di 1000 metri). Nei giochi olimpici di Pechino 2008 un'imbarcazione italiana, formata da Alessandro Franzetti (Gavirate), Paola Protopapa (Aniene), Luca Agoletto (Aniene), Daniele Signore (Flora), Graziana Saccocci (Gavirate) ha raggiunto il gradino più alto del podio.

## Varianti
Oltre al canottaggio classico esistono altre tre specialità:
- Canottaggio costiero – tipo di canottaggio che si pratica lungo le coste su imbarcazioni adattate per sopportare le difficoltà che le onde alte del mare possono causare. Questa specialità prevede imbarcazioni di singolo, doppio e quattro. Solo il quattro dispone anche del timoniere e può essere sia di coppia che di punta.
- Lance a Remi – Specialità che riprende le prime barche da canottaggio, la Lancia, che comprende 10 vogatori su un'imbarcazione larghissima e ciascuno possiede 1 solo remo e non si siede su carrellini.
- Sedile fisso – Specialità che comprende le larghe imbarcazioni tradizionali che non possiedono il carrellino (elba, iole, gozzo e gozzetto)